# Almanach dramatischer Spiele zur geselligen Unterhaltung auf dem Lande

Deckblatt des ersten Bandes (1803)

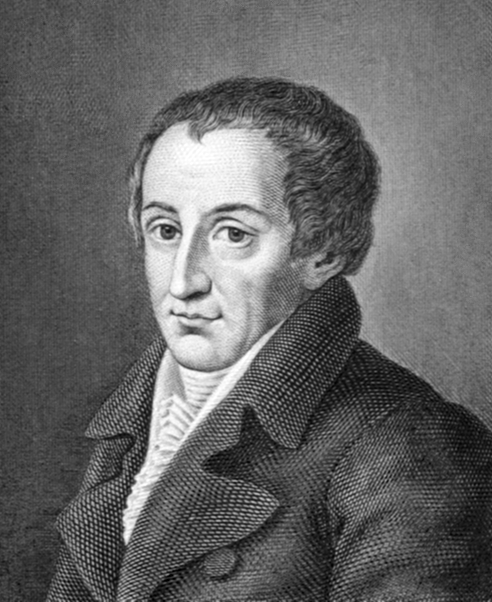
August von Kotzebue

Der Almanach dramatischer Spiele zur geselligen Unterhaltung auf dem Lande ist ein Almanach, welcher von August von Kotzebue von 1803 bis 1820 herausgegeben wurde. Jährlich erschien ein Band, in dem Kotzebue jeweils drei bis sechs Dramen versammelte. Insgesamt erschienen in dem Almanach bis zu Kotzebues Tod 100 Werke des Autors. Seine insgesamt über 200 Dramen werden in dem Nachschlagewerk Kotzebues Dramen – Ein Lexikon katalogisiert.

## Der Almanach nach Kotzebues Tod
Nach der Ermordung Kotzebues 1819 wurde der Almanach weiterhin jährlich bis 1834 herausgegeben. Die Herausgeber waren zunächst bis 1826 Paul Gotthelf Kummer und ab 1827 Karl August Lebrun. Sie ließen sich von Autoren kurze Dramen zuschicken und druckten diese ab.
Insgesamt enthalten die Bände, die nach Kotzebues Tod erschienen, 72 Werke von 30 verschiedenen Autoren, wobei 8 Titel ohne Angabe eines Autors blieben.

## Zweck
Kotzebue schrieb im ersten Band des Almanachs (1803) in der Vorrede:

„Ein eigentliches Liebhabertheater zu errichten, dazu hat man selten Zeit, Platz, Gelegenheit. Dazu gehört auch eine größere Anzahl von Mitwürkenden, die schwer unter Einen [sic] Hut zu vereinigen sind. Selbst die Kosten der Erbauung eines Theaters, der Dekotrationen u.s.w. möchten abschrecken. Eben so schwer hält es, Stücke zu finden, die dem Bedürfnis, der Zeit und den Kräften einer kleinen Gesellschaft angemessen sind.
Wie nun, wenn ich dem Publikum nach und nach eine Anzahl kleiner Stücke oder Scenen lieferte, bald rührend, bald lustig oder possenhaft? Stücke, zu welchen man nur vier oder fünf Personen und ein paar spanische Wände nöthig hätte? die man in zwei Tagen vertheilen, lernen und aufführen kann?“

## Alle Bände und enthaltene Titel
(sortiert nach der Reihenfolge der Werke im jeweiligen Band)
Erster Jahrgang
1. 1803 Die barmherzigen Brüder Nach einer wahren, in der National-Zeitung vom Jahr 1802 aufbehaltenen Anekdote (Kotzebue)
2. 1803 Cleopatra, Eine Tragödie (Kotzebue)
3. 1803 Die schlaue Wittwe oder Die Temperamente, Posse in Einem Akt (Kotzebue)
4. 1803 Der Hahnenschlag, Schauspiel in Einem Akt (Kotzebue)
5. 1803 Ariadne auf Naxos, Ein tragi=komisches Triodrama (Kotzebue)
6. 1803 Unser Fritz, Ein Schauspiel in einem Akt (Kotzebue)

Zweiter Jahrgang
1. 1804 Das Urtheil des Paris, Eine heroische Komödia (Kotzebue)
2. 1804 Die Tochter Pharaonis, Ein Lustspiel in einem Akt (Kotzebue)
3. 1804 Rübezahl, Ein Schauspiel in einem Akt (Kotzebue)
4. 1804 Incognito, Eine Posse in zwei Akten (Kotzebue)
5. 1804 Die Uhr und die Mandeltorte (Kotzebue)
6. 1804 Sultan Bimbambum oder der Triumph der Wahrheit, Eine moralische Heroi=Tragi=Comödia (Kotzebue)

Dritter Jahrgang
1. 1805 Die hübsche kleine Putzmacherin, Lustspiel in einem Akt (Kotzebue)
2. 1805 Der Gimpel auf der Messe, Posse in zwei Akten (Kotzebue)
3. 1805 Die Sparbüchse, oder der arme Candidat, Ein Lustspiel in Einem Akt (Kotzebue)
4. 1805 Hygea, Ein Vorspiel am Geburtstage eines guten Vaters (Kotzebue)
5. 1805 Mädchenfreundschaft oder der türkische Gesandte, Ein Lustspiel in Einem Akt (Kotzebue)
6. 1805 Der Trunkenbold, Eine Schnurre in zwei Akten, nach Holberg frei bearbeitet (Kotzebue)

Vierter Jahrgang
1. 1806 Die Beichte, Lustspiel in gereimten Versen und in einem Akt (Kotzebue)
2. 1806 Die gefährliche Nachbarschaft, Ein Lustspiel in Einem Akt (Kotzebue)
3. 1806 Das Köstlichste, Schauspiel in einem Akt (Kotzebue)
4. 1806 Eulenspiegel, Ein dramatischer Schwank, in Einem Akt, und in zwanglosen Reimen (Kotzebue)
5. 1806 Die Brandschatzung, Ein Lustspiel in Einem Akt (Kotzebue)
6. 1806 Das verlohrne Kind, Ein Schauspiel in Einem Akt (Kotzebue)

Fünfter Jahrgang
1. 1807 Der Sammtrock, Lustspiel in einem Akt (Kotzebue)
2. 1807 Das liebe Dörfchen, Dramatische Idylle (Kotzebue)
3. 1807 Der Kater und der Rosenstock, Lustspiel in einem Akt (Kotzebue)
4. 1807 Kaiser Claudius, Schauspiel in einem Akt. Gegründet auf eine wahre Anecdote aus der Geschichte des Kaiser Claudius (Kotzebue)
5. 1807 Das Lustspiel am Fenster, Posse in einem Akt (Kotzebue)
6. 1807 Das Strandrecht, Schauspiel in einem Akt (Kotzebue)

Sechster Jahrgang
1. 1808 Das Posthaus in Treuenbrietzen, Lustspiel in einem Akt (Kotzebue)
2. 1808 Der Leineweber, Schauspiel in einem Akt (Kotzebue)
3. 1808 Der Stumme, Lustspiel in einem Akt (Kotzebue)
4. 1808 Die Erbschaft, Schauspiel in einem Akt (Kotzebue)
5. 1808 Der Graf von Gleichen, Ein Spiel in lebendigen Marionetten (Kotzebue)
6. 1808 Der Deserteur, Eine Posse in einem Akt (Kotzebue)

Siebenter Jahrgang
1. 1809 Die englischen Waaren, Posse in zwei Acten (Kotzebue)
2. 1809 Die Seeschlacht und die Meerkatze, Posse in einem Act (Kotzebue)
3. 1809 Das Landhaus an der Heerstraße, Ein Fastnachtspiel einem Act (Kotzebue)
4. 1809 Der kleine Declamator, Schauspiel in einem Act (Kotzebue)
5. 1809 Der Hagestolz und die Körbe, Intermezzo (Kotzebue)

Achter Jahrgang
1. 1809 Die Abendstunde, Drama in einem Act (Kotzebue)
2. 1810 Herr Gottlieb Merks, der Egoist und Criticus, Eine Burleske in zwei Acten (Kotzebue)
3. 1810 Pandorens Büchse (Nach der Fabel des Hesiod), Eine burleske Tragödie (Kotzebue)
4. 1810 Die Zerstreuten, Eine Posse in einem Act (Kotzebue)
5. 1810 Der häusliche Zwist, Ein Lustspiel in einem Act (Kotzebue)
6. 1810 Des Esels Schatten oder der Proceß in Krähwinkel, Eine Posse (Kotzebue)
7. 1810 Der Harem, Ein Lustspiel in einem Act (Kotzebue)

Neunter Jahrgang
1. 1811 Die Feuerprobe, Lustspiel in einem Akt (Kotzebue)
2. 1811 Blind geladen, Lustspiel in einem Akt (Kotzebue)
3. 1811 Der arme Minnesinger, Schauspiel in einem Akt (Kotzebue)
4. 1811 Die Komödiantin aus Liebe, Lustspiel in einem Akt (Kotzebue)
5. 1811 Das zugemauerte Fenster, Lustspiel in einem Akt (Kotzebue)
6. 1811 Die Glücklichen, Lustspiel in einem Akt (Kotzebue)

Zehnter Jahrgang
1. 1812 Feodora, Ein Singspiel in Einem Akt (Kotzebue)
2. 1812 Die alten Liebschaften, Lustspiel in einem Akt (Kotzebue)
3. 1812 Das Thal von Almeria, Ein Schauspiel in Einem Akt (Kotzebue)
4. 1812 Der Lügenfeind, Lustspiel in einem Akt (Kotzebue)
5. 1812 Die Quäker, Schauspiel in Einem Akt (Kotzebue)
6. 1812 Das unsichtbare Mädchen, Ein Intermezzo (Kotzebue)

Elfter Jahrgang
1. 1813 Die Rosen des Herrn von Malesherbes, ein ländliches Gemälde in Einem Akt (Kotzebue)
2. 1813 Die beiden kleinen Auvergnaten, Ein Drama in Einem Akt (Kotzebue)
3. 1813 Die Masken, Ein Schauspiel in Einem Akt (Kotzebue)
4. 1813 Der arme Poet, Ein Schauspiel in Einem Akt (Kotzebue)
5. 1813 Das getheilte Herz, Ein Lustspiel in Einem Akt (Kotzebue)
6. 1813 Die respectable Gesellschaft, Eine Posse in Einem Akt (Kotzebue)

Zwölfter Jahrgang
1. 1814 Der Fluch eines Römers, Schauspiel in Einem Act (Kotzebue)
2. 1814 Die Nachtmütze des Propheten Elias, Posse in Einem Act (Kotzebue)
3. 1814 Die seltene Krankheit, Posse in zwei Acten (Kotzebue)
4. 1814 Zwei Nichten für Eine, Lustspiel in zwei Acten (Kotzebue)
5. 1814 Braut und Bräutigam in einer Person, Posse in zwei Acten (Kotzebue)

Dreizehnter Jahrgang
1. 1815 Der Kosak und der Freiwillige, Ein Liederspiel in Einem Akt (Kotzebue)
2. 1815 Bäbbel oder aus zwey Uebeln das Kleinste, Eine historisch Posse in Einem Akt (Kotzebue)
3. 1815 Der schelmische Freyer, Ein Lustspiel in Einem Akt (Kotzebue)
4. 1815 Die Rückkehr der Freiwilligen oder das patriotische Gelübde, Ein Lustspiel in Einem Akt (Kotzebue)
5. 1815 Wer weiß wozu das gut ist, Ein Schwank in Einem Akt (Kotzebue)
6. 1815 Der Shawl, Ein Lustspiel in Einem Akt (Kotzebue)

Vierzehnter Jahrgang
1. 1816 Die Großmama, Ein Lustspiel in Einem Act (Kotzebue)
2. 1816 Der Verschwiegene wider Willen oder die Fahrt von Berlin nach Potsdam, Ein Lustspiel in Einem Act (Kotzebue)
3. 1816 Die Seelenwanderung, der der Schauspieler wider Willen auf eine andere Manier, Ein Schwank (Kotzebue)
4. 1816 Der EducationsRath, Ein Lustspiel in Einem Act (Kotzebue)
5. 1816 Drei Väter auf Einmal!, Eine Posse in Einem Act (Kotzebue)
6. 1816 Die Uniform des Feldmarschalls Wellington, Ein Lustspiel in Einem Act (Kotzebue)

Fünfzehnter Jahrgang
1. 1817 Der Ruf. Ein dramatisches Lehrgedicht in drei Acten (Kotzebue)
2. 1817 Der Citherschläger und das Gaugericht. Ein altdeutsches Lustspiel in zwei Acten (Kotzebue)
3. 1817 Die Bestohlenen. Ein Lustspiel in Einem Act (Kotzebue)
4. 1817 Der gerade Weg der beste. Lustspiel in Einem Act (Kotzebue)

Sechzehnter Jahrgang
1. 1818 Die Wüste, Ein dramatisches Gedicht (Kotzebue)
2. 1818 Die Freimaurer, Lustspiel in Einem Act (Kotzebue)
3. 1818 u.A.w.g. oder Die Einladungskarte, Ein Schwank in Einem Act (Kotzebue)
4. 1818 Marie, Eine dramatische Idyll (Kotzebue)
5. 1818 Der Spiegel oder Laß das bleiben, Ein Lustspiel in Einem Act (Kotzebue)
6. 1818 La Peyrouse, Ein Schauspiel (Gänzlich umgearbeitet) (Kotzebue)

Siebzehnter Jahrgang
1. 1819 Die Verkleidungen, Eine Posse in zwei Acten (Kotzebue)
2. 1819 Der fürstliche Wildfang oder Fehler und Lehre, Ein Lustspiel in zwei Acten (Kotzebue)
3. 1819 Die Rosenmädgen, Komische Oper in drei Acten von The'aulon (Kotzebue)
4. 1819 Die Selbstmörder, Ein Drama in Einem Akt (Kotzebue)

Achtzehnter Jahrgang
1. 1820 Die eifersüchtige Frau, Ein Lustspiel in zwei Acten (Kotzebue)
2. 1820 Verlegenheit und List, Ein Lustspiel in drei Acten (Kotzebue)
3. 1820 Die Frau vom Hause, Ein Lustspiel  (Kotzebue)

Neunzehnter Jahrgang
1. 1821 Wandrer und Pächterin, Schauspiel in Einem Act, in Jamben (nach Göthe)
2. 1821 Der Wunderring, Lustspiel in Einem Act (?)
3. 1821 Brief und Antwort, Lustspiel in einem Act (Lebrün, C.)
4. 1821 Ich bin meine Schwester, Lustspiel in Einem Act (?)
5. 1821 Der Segen der Eifersucht, Dramatisches Stillleben in Einem Act (Hell, Theodor)

Zwanzigster Jahrgang
1. 1822 Nummer 777, Posse in einem Act (Lebrün, C.)
2. 1822 Florette, Dramatisches Gedicht in einem Act (Deinhardstein)
3. 1822 Die vier Tanten, Lustspiel in einem Act (Döring, Dr. Georg)
4. 1822 Das Erntefest, Schauspiel in einem Act (?)
5. 1822 Der Bruder und die Schwester, Ein Spiel in Versen (?)
6. 1822 Die Wittwe und der Wittwer oder Treue – bis – in den Tod, Lustspiel in einem Act (frei nach Gellert von Holbein)
7. 1822 Die Macht der Zeit, Lustspiel in einem Act (Dr. Bernhard Gottlieb Wetterstrand)

Ein- und Zwanzigster Jahrgang
1. 1823 Die Intrigue aus dem Stegreif, Schwank in zwei Acten (Lebrün, C.)
2. 1823 Das Bild der Danae, Dramatisches Spiel in zwei Acten (Deinhardstein)
3. 1823 Der Allgefällige, Ein Lustspiel in zwei Acten (Schütze, St.)
4. 1823 Die neue Delila, Ein Anfangs lustiges, aber gegen das Ende höchst trauriges Schäfer= und Ritterspiel in einem Act (Geyer)
5. 1823 Der Schulmeister und seine Frau, Lustspiel in einem Act (Döring, Dr. Georg)

Zwei- und Zwanzigster Jahrgang
1. 1824 Die falsche Braut, Lustspiel in zwei Acten (Ernsthausen, C. U. C.)
2. 1824 Der Weiberfeind, Posse in zwei Acten (Lebrun, C.)
3. 1824 Drei Erben und Keiner, Lustspiel in einem Act (Costenoble, C. L.)
4. 1824 Simon Remény, Ein vaterländliches Original-Drama in zwei Acten (Saal, Georg von)
5. 1824 Die Heimkehr, Lustspiel in einem Act (Schütze, St.)

Drei- und Zwanzigster Jahrgang
1. 1825 Sympathie, Lustspiel in zwei Acten (Lebrun, C.)
2. 1825 Die Herzensprobe, Lustspiel in zwei Acten (Ernsthausen, C. U. C.)
3. 1825 Die verschleierte Dame, Ein romantisches Spiel in einem Act (Deinhardstein)
4. 1825 Der Alte muß!, Ein Lustspiel in zwei Acten (Costenoble, C. L.)
5. 1825 Schwärmer, Sansfaçon und Gleichgültiger, Original=Lustspiel in einem Act (Halirsch, Ludwig)

Vier- und Zwanzigster Jahrgang
1. 1826 Das diamantene Kreuz, Original=Lustspiel in zwei Acten (Deinhardstein)
2. 1826 Die Verstorbenen, Posse in Einem Act (Lebrün, C.)
3. 1826 Hanns Sachs, Schauspiel in Einem Act (Halirsch, Ludwig)
4. 1826 Der Unschuldige Sieg, Lustspiel in Einem Act (Costenoble, C. L.)
5. 1826 Wie du mir, so ich dir, Lustspiel in Einem Act (nach dem Französischen frei bearbeitet)

Fünf- und Zwanzigster Jahrgang
1. 1827 Warum?, Lustspiel in einem Act (Jürgensen, Wilhelm)
2. 1827 Der König von Gestern, Lustspiel in Einem Act (Schütze, St.)
3. 1827 Des Bildes Urbild. Ein Lustspiel in einem Act (Bärmann, Georg Nikolaus)
4. 1827 Staatspapiere, Ein Lustspiel in einem Act (Bärmann, der W. W.)
5. 1827 Hans Michel Meerrettigs Liebes= und Ehestadssachen, Eine Fastnachttrilogie (Raupach, E.)
6. 1827 Ein Tag Carls des Fünften, Historisches Gemälde in versen und zwei Aufzügen (Castelli, J. F.)

Sechs- und Zwanzigster Jahrgang
1. 1828 Das Heiraths=Gesuch, Original=Lustspiel in einem Aufzuge (Krickeberg, Karl)
2. 1828 Eine Charade, in drei Originalscenen (Bärmann, G. N. Dr.)
3. 1828 Hans Michel Meerrettig's Liebes= und Ehestandssachen, Eine Fastnachtstriologie (Raupach, E.)
4. 1828 Ritter Roststaub, Schwank in einem Aufzuge (Malitz, Freiherr von)
5. 1828 Rein gefegt, Lustspiel in einem Akt (?)
6. 1828 Der Straus, Spiel in Versen (G….v. K…[= Friedrich Ernst Adolf Karl Graf von Kalkreuth])

Sieben- und Zwanzigster Jahrgang
1. 1829 Der versiegelte Burgermeister, Posse in zwei Aufzügen (Raupach, E.)
2. 1829 Scherz um Scherz, Lustspiel in einem Aufzuge (Lebrun)
3. 1829 Der Phlegmatiker, Posse in einem Aufzuge (Marsano, Wilhelm)
4. 1829 Jocko am Styx, Eine dramatische Scene als Variation aus das alte Thema "Der Affe gar possierlich ist" u.s.w. (Malitz, Freiherr von G. A.)
5. 1829 Der eilige Zauderer, Lustspiel in einem Akt, in Versen (Castelli, I. F.)
6. 1829 Es ist die rechte Zeit, Lustspiel in zwei Akten (Lewald, August)

Acht- und Zwanzigster Jahrgang
1. 1830 Der Platzregen als Eheprocurator, Eine dramatisierte Anekdote in zwei Aufzügen (Raupach, E.)
2. 1830 Einer für Drei, Ein Original=Lustspiel in einem Akt (Bärmann, Dr.)
3. 1830 Die Helden, Lustspiel in einem Akt und in Alexandrinern (Marsano, Wilhelm)
4. 1830 Mutter und Tochter, Lustspiel in einem Aufzuge (Schütze, St.)
5. 1830 Der Vatersegen, Drama in einem Act (Lewald, August)

Neun- und Zwanzigster Jahrgang
1. 1831 Ein Tag vor Weihnacht, Gemälde aus dem Bürgerleben in zwei Aufzügen (Töpfer, Dr. C.)
2. 1831 Das Spiegelbild Lustspiel, in einem Akt in freien Versen (Marsano, Wilhelm)
3. 1831 Der Degen, Dramatischer Scherz in zwei Aufzügen (Raupach, Dr. E.)
4. 1831 Die vier Jahreszeiten oder die Badereise eines Hypochondristen, Lustspiel in zwei Aufzügen (Charron)
5. 1831 Sonette, Lustspiel in einem Act und Alexandrinern (?)

Dreißigster Jahrgang
1. 1832 Burger in Wien, Liederposse in einem Akt (Lewald, August)
2. 1832 Der Bettler, Schauspiel in einem Aufzuge (Raupach, Ernst Dr.)
3. 1832 Seltsame Ehen, Eine Posse für den Carneval in zwei Akten (Albini)
4. 1832 Der letzte April, Posse in einem Aufzuge (Prof. Gerle)

Ein- und Dreißigster Jahrgang
1. 1833 Jugend=Streiche, Lustspiel in einem Aufzuge (Nabehl)
2. 1833 Alter schützt vor Thorheit nicht, Lustspiel in 2 Acten (Wagener, Dr.)
3. 1833 Allzu eifrig, Lustspiel in Einem Aufzuge (Gathy, August)
4. 1833 Ein Stündchen Incognito, Vers=Spiel in zwei Aufzügen (nach einer wahren Begebenheit) (Töpfer, Dr. C.)
5. 1833 Vater Dominique oder Sauer ist süß, Drama in Einem Aufzuge  (Lebrün, C.)

Zwei- und Dreißigster Jahrgang
1. 1834 Der Liebe und des Zufalls Spiel oder Maske für Maske, Lustspiel in zwei Aufzügen nach Marivaux und Jünger (Lebrun, C.)
2. 1834 Der vierzigste Geburtstag, Lustspiel in zwei Aufzügen (Prätzel, R. G.)
3. 1834 Die Parlamentswahl, Lustspiel in einem Aufzuge (Lorbeer)
4. 1834 Das Blatt hat sich gewendet, Lustspiel in zwei Akten (Ritter Ballan)